# آرام هایراپتیان (بازیکن فوتبال، زاده ۱۹۷۵)
آرام یوریی هایراپتیان (ارمنی: Արամ Յուրիիн Հայրապետյան؛ ۱۷ ژوئن ۱۹۷۵) بازیکن فوتبال در پست مدافع اهل ارمنستان است.

## باشگاهی
از باشگاه‌هایی که در آن بازی کرده‌است می‌توان به باشگاه فوتبال تسمنت آرارات و باشگاه فوتبال اسپارتاک ایروان اشاره کرد.

## تیم ملی
وی همچنین در تیم ملی فوتبال ارمنستان بازی کرده‌است. هایراپتیان نخستین بازی ملی خود را که یک بازی دوستانه بود در تاریخ ۳ مارس ۱۹۹۹ در ورشو در مقابل لهستان انجام داده‌است.